# Palminópolis
Palminópolis es un municipio brasileño del estado de Goiás. 
Recibió esta denominación, por estar localizada entre las ciudad goianas de Palmeiras de Goiás y Firminópolis.
Su población en 2010, estimada por el IBGE, era de 5.236 habitantes. La ciudad se localiza a 108 km de la capital, Goiânia.